# MSCDEX.EXE
MSCDEX.EXE (Microsoft DOS CD-ROM Extensions) ist ein von Microsoft entwickeltes TSR-Programm, das MS-DOS und darauf basierende grafische Oberflächen wie Windows 3.1 um die Unterstützung von CD-ROM-Laufwerken erweitert. MSCDEX.EXE musste zunächst separat erworben werden, ist jedoch seit MS-DOS 6.0 Bestandteil des Betriebssystems, eine aktualisierte Version wird mit den Windows-9x-Betriebssystemen mitgeliefert.
MSCDEX.EXE nutzt dabei die seit MS-DOS 3.1 implementierte Netzwerkunterstützung. Es installiert sich als Netzwerk-Redirector, leitet die Daten aber nicht wie ein Netzlaufwerk auf einen fremden Server um, sondern lenkt sie auf das CD-ROM-Laufwerk. MSCDEX.EXE kann dabei zusammen mit anderen Netzwerk-Redirectoren verwendet werden.
Zur Benutzung von MSCDEX.EXE ist noch ein separater Real-Mode-Treiber nötig, um das CD-ROM-Laufwerk anzusprechen. Eine der bekanntesten Treiber ist OAKCDROM.SYS von Oak Technology, der die meisten gängigen IDE-CD-ROM-Laufwerke unterstützt und unter anderem auf den von Windows 95 und 98 erstellten Startdisketten enthalten ist.
Windows 95 und andere Betriebssysteme der Windows-9x-Reihe nutzen einen 32-Bit-Treiber zum Zugriff auf CD-ROM-Laufwerke und benötigen MSCDEX.EXE im Prinzip nicht mehr; es ist dennoch enthalten, um spezielle Laufwerke, für die es keinen Windows-Treiber gibt, benutzen zu können.

## Alternativen
Für DR DOS 7 gab es ein funktionelles Gegenstück namens NWCDEX.EXE.  
Inzwischen existieren verschiedene freie Alternativen zu MSCDEX.EXE, die vor allem einen geringeren Speicherverbrauch aufweisen. Dazu zählt unter anderem SHSUCDX.COM, das Bestandteil von FreeDOS ist.